# Cottonwood Cove
Cottonwood Cove é uma comunidade não incorporada no condado de Clark, estado de Nevada , nos Estados Unidos. Fica localizada nas margens do Lago Mohave na fronteira entre os estados do Arizona e Nevada no condado de Clark. Fica a a cerca de uma hora de  Las Vegas. Nela fica o  Cottonwood Cove Resort and Marina. A caverna faz parte da  Lake Mead National Recreation Area administrada  pelo U.S. National Park Service (Serviço de Parques Nacionais dos Estados Unidos). O lago do deserto fica a aproximadamente a 110 quilómetros da  Davis Dam no Rio Colorado.

## Espécies de peixes
- Truta-arco-íris
- Achigã
- Morone saxatilis
- Pomoxis, crappies nos Estados Unidos
- Centrarchidae
- Bagre-americano
- Carpa

## Cultura popular
Cottonwood Cove surge no jogo de 2010, Fallout: New Vegas. 